# Koravit Namwiset
Koravit Namwiset (thailändisch กรวิทย์ นามวิเศษ, * 2. August 1986 in Udon Thani), auch als Tui (thailändisch ตุ้ย) bekannt, ist ein thailändischer Fußballspieler.

## Karriere

### Verein
Koravit Namwiset erlernte das Fußballspielen in der Schulmannschaft der Namsom Wittayakom School. Seinen ersten Vertrag unterschrieb er 2005 beim PTT Rayong FC. Nach 29 Spielen wechselte er 2008 zum Erstligisten Customs Department nach Bangkok. Nach nur einem Jahr und elf Spielen ging er 2009 nach Samut Songkhram zum Ligakonkurrenten Samut Songkhram FC. 2010 ging er wieder nach Bangkok und schloss sich Bangkok United an. Für Bangkok United absolvierte er 116 Spiele. Nach Buriram zu Buriram United wechselte er 2015. Bis 2017 stand er 54-mal für den Verein auf dem Spielfeld. Mit Buriram wurde er 2015 und 2017 thailändischer Meister. 2015 gewann er mit Buriram den FA Cup, Thai League Cup sowie den Kor Royal Cup. Die Mekong Club Championship gewann er 2015 und 2016. 2018 unterschrieb er einen Vertrag bei seinem ehemaligen Verein PTT Rayong. Nachdem sich PTT Ende 2019 aus der Thai League zurückgezogen hatte, wechselte er nach Chonburi zum Erstligisten Chonburi FC. Nach zwei Spielen wechselte er im August 2020 zum Drittligisten Muangkan United FC nach Kanchanaburi. Mit dem Verein spielte er in der dritten Liga, der Thai League 3. Hier trat Muangkan in der Western Region an. Am Ende der Saison wurde er mit dem Verein Meister der Region. In den Aufstiegsspielen zur zweiten Liga belegte man den zweiten Platz und stieg somit in die zweite Liga auf. Nach der Hinrunde 2021/22 wechselte er wieder in die erste Liga, wo er sich dem Police Tero FC anschloss. Für Police absolviert er drei Erstligaspiele. Anfang August 2022 beendete er seine Karriere als Fußballspieler. Von August 2022 bis Januar 2024 pausierte er. Am 19. Januar 2024 nahm ihn der Zweitligist Suphanburi FC unter Vertrag. Für den Verein aus Suphanburi bestritt er 13 Zweitligaspiele. Nach der Saison wurde sein Vertrag im Sommer 2024 nicht verlängert.

### Nationalmannschaft
Von 2015 bis 2017 spielte Koravit Namwiset 20-mal in der thailändischen Nationalmannschaft. Sein Debüt gab er am 30. März 2015 in einem Freundschaftsspiel gegen Kamerun.

## Erfolge

### Verein
Buriram United
- Thailändischer Meister: 2015, 2017
- Thailändischer Pokalsieger: 2015
- Thailändischer Ligapokalsieger: 2015, 2016
- Kor Royal Cup: 2015
- Mekong Club Championship: 2015, 2016

Muangkan United FC
- Thai League 3 – West: 2020/21
- Thai League 3 – National Championship: 2020/21 (2. Platz)  ▲

### Nationalmannschaft
Thailand
- ASEAN Football Championship: 2016

Thailand University
- ASEAN University Games: 2012